# هرابووا (ناحیه شومپرک)
هرابووا (به چکی: Hrabová) یک منطقهٔ مسکونی در جمهوری چک است که در ناحیه شومپرک واقع شده‌است. هرابووا ۸٫۱ کیلومتر مربع مساحت و ۵۶۸ نفر جمعیت دارد و ۲۹۰ متر بالاتر از سطح دریا واقع شده‌است.